# 图尔基·本·阿卜杜勒阿齐兹·阿勒沙特
图尔基·本·阿卜杜勒阿齐兹·本·阿卜杜拉赫曼·本·费萨尔·阿勒沙特（阿拉伯语：‎, ，1900年—1919年） 是沙特阿拉伯王室成员，阿卜杜勒-阿齐兹国王的长子，1902年获封内志王储，1919年他死于流感，终年19岁，同母弟弟沙特·本·阿卜杜勒-阿齐兹·阿勒沙特成为王储。

## 后代
图尔基的妻子Nuwair bint Obaid Al Rasheed在他死后生下一子，费萨尔·本·图尔基·本·阿卜杜勒阿齐兹·本·阿卜杜拉赫曼·本·费萨尔·阿勒沙特有二女二子。